# Kaneko Naokichi

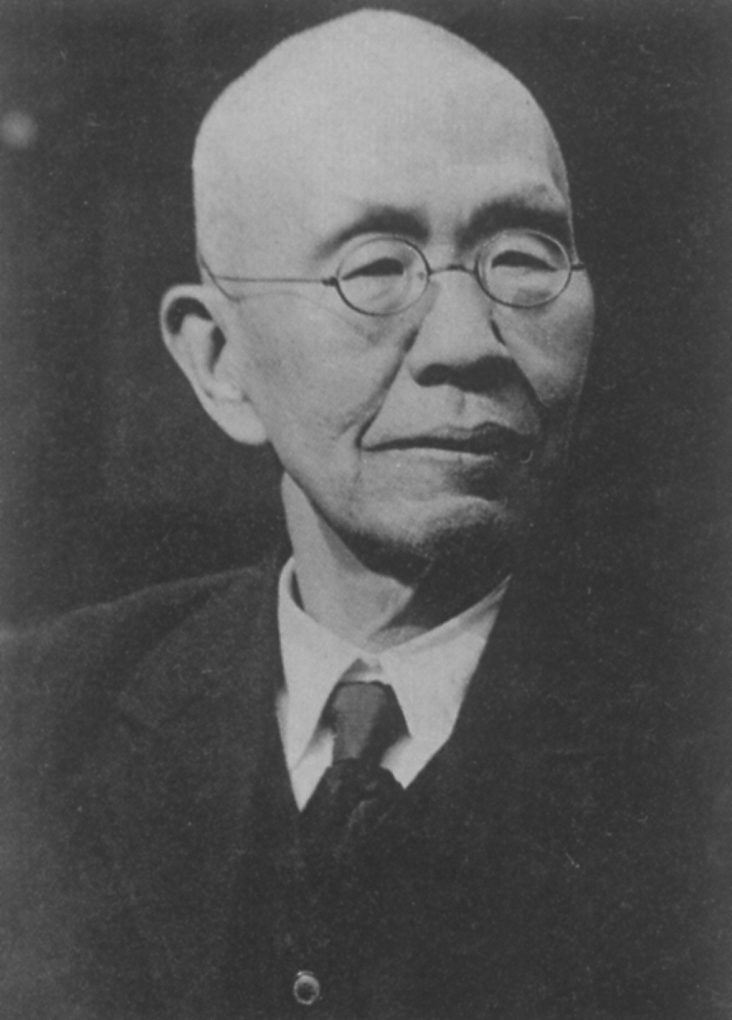
Kaneko Naokichi

Kaneko Naokichi (japanisch 金子 直吉; geboren 24. Juli 1866 in Nanogawa (Provinz Tosa); gestorben 27. Februar 1944) war ein japanischer Unternehmer.

## Leben und Wirken
Kaneko Naokichi wurde in Nanogawa in der Provinz Tosa geboren. Nachdem er einige Zeit als Lehrling in seiner Heimatstadt gearbeitet hatte, kam er im Alter von 21 Jahren zum Handelshaus „Suzuki Shōten“ (鈴木商店) in Kōbe. Nach dem Tod des Eigentümers, Suzuki Iwajirō (鈴木 岩治郎; 1837–1894), war er unter der Leitung der Witwe für das Management verantwortlich. Mit seinen außergewöhnlichen unternehmerischen Fähigkeiten und seiner aggressiven und mutigen Expansionsstrategie wurde das Geschäft, das bis dahin nur mit Zucker handelte, zu einem der führenden Handelsunternehmen. Schließlich brachte er bis zu 65 kleinere Unternehmen unter sein Dach.
Insbesondere seine Motivation, sein Geschäft auszubauen, war während des Ersten Weltkriegs am erfolgreichsten, als „Suzuki Shōten“ mutig Spekulationsgeschäfte mit verschiedenen Produkten wie Eisenmaterialien und Schiffen tätigte und auf einmal das größte Transaktionsvolumen in Japan aufwies. Zu dieser Zeit gab Kaneko auch die berühmte Erklärung ab: „Mitsui, Mitsubishi und die Welt (nämlich sein Firmenkonglomerat), das sind die drei.“
Seine Expansionspolitik geriet jedoch nach dem Krieg ins Stocken. Die Rezession verlängerte sich, so dass er versuchte, sein Geschäft aufrechtzuerhalten, indem er sich übermäßig auf die Bank of Taiwan stützte. Gerade diese Bank ging in der Finanzkrise von 1927 bankrott. Die Finanzkrise wurde zwar beendet, aber „Suzuki Shōten“ ging bankrott. Dadurch wurde die Gruppe der verbundenen Unternehmen zur Diversifizierung gezwungen.

Kaneko versuchte „Suzuki Shōten“ wiederzubeleben und entwickelte dazu verschiedene Ideen. Er starb jedoch 1944, ohne sie umsetzen zu können. Trotz dieses Misserfolgs gelang es aber Unternehmen wie Kobe Steel, Teijin usw., durch die Förderung einer großen Anzahl talentierter Mitarbeiter eine bedeutende Position in der japanischen Wirtschaft aufzubauen.
Suzukis Geschäftsaktivitäten wurden hochbewertet. Man nannte ihn „Napoleon der Finanzwelt“ (財界のナポレオン, Zaikai no Napoleon).